# 深圳路 (合肥)
深圳路，安徽省合肥市的一条东西向干道，得名自深圳市，起自 环湖北路，终于独秀园路正接汤口路。沿路有牛角大圩旅游区、北涝圩湿地公园、复旦大学附属儿科医院安徽医院深圳路院区、祥源花世界旅游度假区等。

## 轨道交通
- █ 3号线：馆驿站